# Yoav Gelber
Yoav Gelber (Gerusalemme, 25 settembre 1943) è uno storico israeliano. Professore di storia, Gelber insegna nell'Università di Haifa. È specialista del periodo della storia sionista e israeliana fra il 1933 e il 1956 e ha pubblicato numerosi lavori e articoli accademici su tali argomenti.

## Carriera
Ha servito come ufficiale di carriera nell'ambito di Tsahal dal 1961 al 1974, principalmente nelle unità di paracadutisti e nella Scuola di Guerra degli ufficiali israeliani. Ha il grado di Tenente Colonnello della Riserva.
Ha studiato storia ebraica e contemporanea nell'Università Ebraica di Gerusalemme dal 1967 al 1968, poi dal 1972 al 1974.
Da novembre 1973 a febbraio 1975, è assistente accademico e militare nella Commissione Agranat sulla guerra del Kippur.
Studia per il suo dottorato di ricerca fra il 1975 e il 1977, periodo in cui è anche assistente nel Dipartimento di Storia Ebraica dell'Università Ben Gurion di Be'er Sheva.
È nominato membro della Commissione d'inchiesta sull'omicidio di Haim Arlozoroff nel 1933, poi capo del Dipartimento Politico dell'Agenzia ebraica nell'aprile 1982. Si dimette in settembre in segno di protesta contro la decisione del governo di nominare un'altra Commissione di Stato per indagare sul massacro di Sabra e Shatila.
Dal 1983 al 1987, è Professore associato all'Università di Haifa, presso il Dipartimento di Studi della terra d'Israele ( Eretz Israel ) ed è nominato Professore nel 1987.
Assume la direzione, all'Università di Haifa, dell'Istituto Strochlitz per la ricerca e lo studio dell'Olocausto (1985-1996) e dell'Istituto Herzl per la ricerca e lo studio del Sionismo (a partire dal 1987).
Ottiene la cattedra del Dipartimento di Studi sulla terra d'Israele dal 1999 al 2001, poi quella della Scuola di Storia dal 2000 al 2003.

## Polemiche
A seguito della realizzazione di una tesi di dottorato da parte dell'anziano studente Teddy Katz, in cui si accusavano gli uomini della Brigata Alexandroni di aver perpetrato un massacro nel villaggio palestinese di Tantura nel 1948, Gelber s'è opposto con virulenza al collega Ilan Pappé, promotore del lavoro Palestina 1948 in cui figura l'Appendice Folklore versus History: the Tantura Blood Libel (pp. 319–327), in cui Pappé sostanzialmente dava credito all'accusa contenuta nella tesi universitaria di Katz.
Un dossier è stato raccolto sul sito del Professore di Elettronica dell'Università d'Haifa, Dan Censor.

## Posizioni politiche
Tom Segev, su Haaretz del 23 maggio 2002 ha affermato, senza tema di smentita: «Gelber s'è definito egli stesso come un partigiano di Tsomet» (o Tzomet), un piccolo partito ultra-nazionalista laico della destra israeliana. Questo partito è favorevole all'annessione dei Territori Occupati palestinesi di Cisgiordania e Gaza, ed è ostile a ogni compromesso territoriale con gli arabi palestinesi. Il partito è stato per lungo tempo diretto dall'ex Capo di Stato Maggiore di Tsahal, Rafael Eitan.

## Pubblicazioni
L'elenco delle sue opere e pubblicazioni può essere rintracciato sul sito internet del Professor Gelber all'Università di Haifa.
- Palestine 1948, Sussex Academic Press, Brighton, 2006, ISBN 1845190750.